# District de San Carlos
Le district de San Carlos est l'une des divisions qui composent la province de Los Santos, au Panama. En 2010, le district comptait 18 920 habitants.

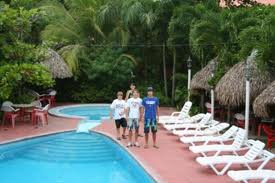
Hôtel de villégiature Bay View

## Crédit d'auteurs
- (es) Cet article est partiellement ou en totalité issu de l’article de Wikipédia en espagnol intitulé « Distrito de San Carlos » (voir la liste des auteurs).